# Heinrich Kaak (Historiker)

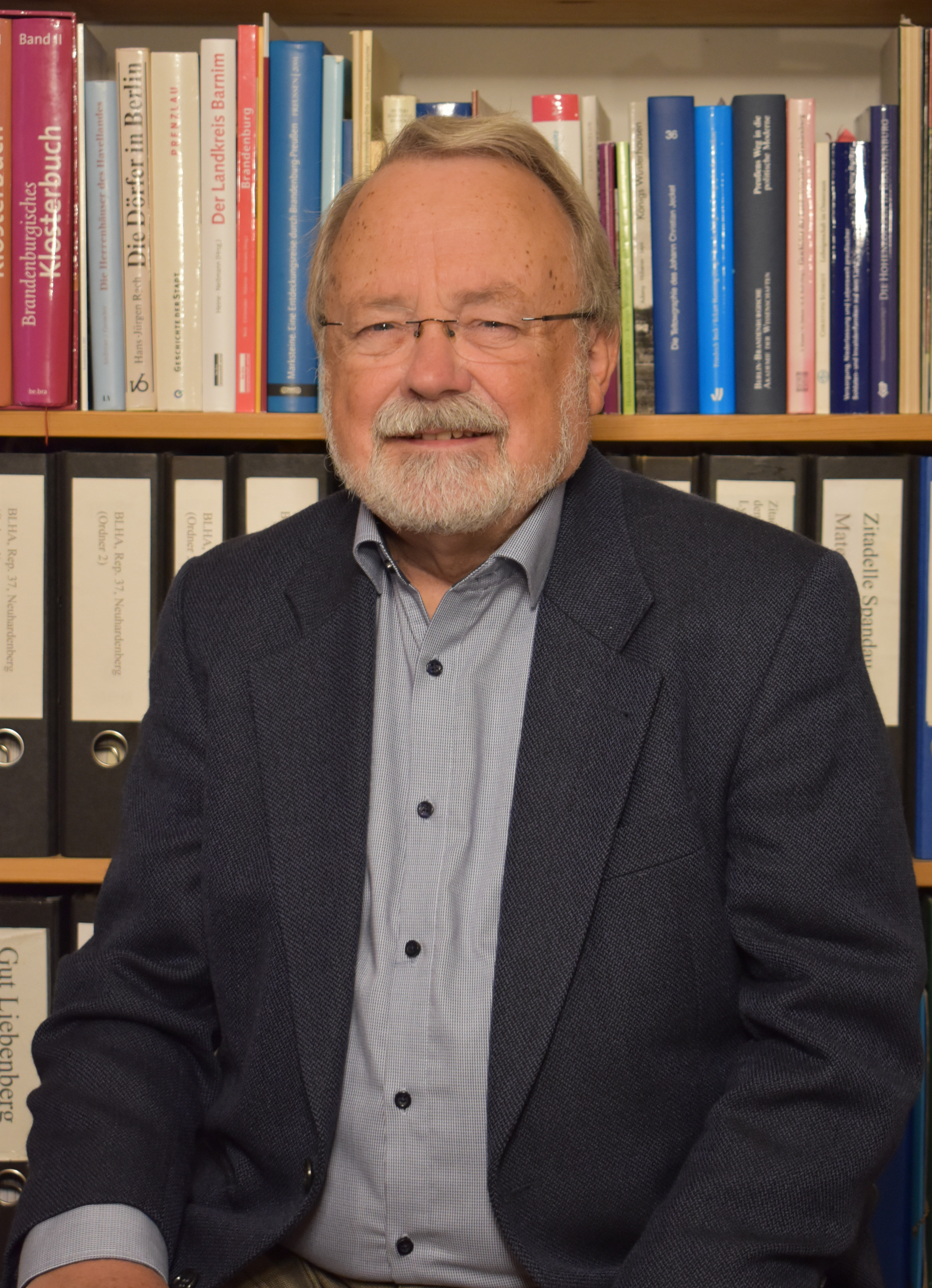
Heinrich Kaak (2021)

Heinrich Kaak (* 28. Oktober 1950 in Gießen/Hessen) ist ein deutscher Historiker mit Schwerpunkt Sozial- und Wirtschaftsgeschichte der Frühen Neuzeit.

## Werdegang
Heinrich Kaak ist der Sohn des Tierarztes Max und dessen Frau Ruth Kaak, geb. Karnath. Aufgewachsen in Schenefeld in Mittelholstein leistete Kaak im Anschluss an das Abitur im altsprachlichen Zweig der Itzehoer Kaiser-Karl-Schule einen zweijährigen Wehrdienst, aus dem er 1971 im Dienstgrad eines Leutnants ausschied.
Nach dem Studium der Pädagogik und Soziologie, sodann der Geschichte und Politologie an der Philipps-Universität Marburg sowie der Geschichte, Politologie und Pädagogik (auch alter Sprachen) an der Ludwig-Maximilians-Universität München und der Freien Universität Berlin (FU) legte er in Berlin 1979 das erste Staatsexamen in den Fächern Geschichte und Sozialkunde ab.
Begleitend zu einem Doktorandenstipendium an der FU bei Wolfgang Ribbe (Thema: Geschichte der Gutsherrschaftsforschung) fungierte er von 1980 bis 1985 beim Berliner Museumsverein der Freunde der Domäne Dahlem e. V. als historischer Berater und historisch-wissenschaftlicher Leiter. Zeitweilig gehörte er dem Vereinsvorstand an. Von 1987 bis 1992 war Kaak als wissenschaftlicher Mitarbeiter an der Historischen Kommission zu Berlin e. V. an den Projekten „Berliner Biographisches Lexikon“ und „Zehlendorf (Geschichtslandschaft Berlin)“ beteiligt. Zwischenzeitlich im Jahr 1990 zum Dr. phil. an der Freien Universität Berlin promoviert, folgte ab 1992 seine Tätigkeit als Postdoktorand in der Max-Planck-Arbeitsgruppe „Ostelbische Gutsherrschaft als sozialhistorisches Phänomen der Frühen Neuzeit“ sowie als wissenschaftlicher Mitarbeiter an dem durch die Deutsche Forschungsgemeinschaft geförderten Projekt „Gutsherrschaft in Brandenburg“ an der Universität Potsdam unter der Leitung von Jan Peters. Seit 2000 in DFG-Projekten an der Universität Trier (Helga Schnabel-Schüle) und dem Brandenburgischen Landeshauptarchiv (Klaus Neitmann) in Potsdam beschäftigt, war er 2011/12 an der Gottfried Wilhelm Leibniz Universität Hannover wissenschaftlicher Mitarbeiter bei Carl-Hans Hauptmeyer.
Neben weiteren wissenschaftlichen Engagements für Museen, Archive und Institute sowie kontinuierlicher Lehrtätigkeit an den Universitäten Potsdam und Hannover habilitierte er sich 2007 am dortigen Historischen Seminar. 2013 erfolgte die Umhabilitierung an die Philosophische Fakultät der Universität Potsdam (Venia legendi: Landesgeschichte mit Schwerpunkt Brandenburg-Preußen), wo ihm im Jahr 2020 die Würde eines außerplanmäßigen Professors verliehen wurde.
Kaaks Schwerpunkte in Forschung und Lehre liegen in der frühneuzeitlichen Sozial- und Wirtschaftsgeschichte von Land und Stadt unter besonderer Berücksichtigung der Agrargeschichte Brandenburgs sowie in der Geschichte des Johanniterordens und der Stadt Berlin. Forschungsergebnisse vertrat er auf zahlreichen Tagungen und Kongressen unter anderem in Washington, Paris, Utrecht und Kyoto. Er ist unter anderem Mitglied der Historischen Kommissionen zu Berlin und Brandenburg, der Landesgeschichtlichen Vereinigung für die Mark Brandenburg, des Verbandes der Historiker und Historikerinnen Deutschlands und der Gesellschaft für Agrargeschichte.
Im Januar 2021 trat Kaak in der Radiosendung „Clever Girls – Frauen von Friedland“ des rbbKultur auf. Thema seines Beitrages war die bereits 2013 mit Heide Inhetveen herausgegebene Edition der Briefe zwischen der Henriette Charlotte von Itzenplitz und dem Agrarreformer Albrecht Daniel Thaer.
Kaak ist ein Enkel des Tierarztes und früheren Präsidenten der Schleswig-Holsteinischen Tierärztekammer Heinrich Kaak und ist mit Ellen, geb. Glahn verheiratet, mit der er zwei Kinder hat.

## Veröffentlichungen (Auswahl)

### Monographien
- Quellen zur mittelalterlichen und frühneuzeitlichen Geschichte der Stadt und Herrschaft Beeskow. Von der Chronik Gotthilff Treuers zur landeskundlichen Beschreibung (= Veröffentlichungen des Brandenburgischen Landeshauptarchivs. Band 80). Berliner Wissenschafts-Verlag, Berlin 2025, ISBN 978-3-8305-5609-1.
- Korporative Gutsherrschaft und Agrarinnovationen in Preußen – der Johanniterorden auf seinen neumärkischen Ämtern 1750 bis 1811 (= Bibliothek der Brandenburgischen und Preußischen Geschichte. Band 13). Berliner Wissenschafts-Verlag, Berlin 2012, ISBN 978-3-8305-3006-0.
- Eigenwillige Bauern, ehrgeizige Amtmänner, distanzierte fürstliche Dorfherren. Vermittelte Herrschaft im brandenburgischen Alt-Quilitz im 17. und 18. Jahrhundert (= Veröffentlichungen des Brandenburgischen Landeshauptarchivs. Band 58). Berliner Wissenschafts-Verlag, Berlin 2010 (zugleich: Habilitationsschrift, Leibniz Universität Hannover), ISBN 978-3-8305-1751-1.
- Die Gutsherrschaft. Theoriegeschichtliche Untersuchungen zum Agrarwesen im ostelbischen Raum (= Veröffentlichungen der Historischen Kommission zu Berlin. Band 79). De Gruyter, Berlin 1991 (zugleich: Dissertation, Freie Universität Berlin), ISBN 978-3-11-085183-0.
- Kreuzberg (= Geschichte der Berliner Verwaltungsbezirke. Band 2). Colloquium Verlag, Berlin 1988, ISBN 3-7678-0712-2.

### Herausgeberschaften
- mit Frank Göse: Infrastruktur und Daseinsvorsorge in der spätmittelalterlichen und frühneuzeitlichen Mark Brandenburg (= Schriften der Landesgeschichtlichen Vereinigung für die Mark Brandenburg, N.F. Band 15). Lukas Verlag, Berlin 2024, ISBN 978-3-86732-453-3.
- mit Stefan Lindemann: „Ich gestehe, daß ich mich sehr bestimmt auf diese Reise freue.“ Die Englandbriefe des märkischen Ehepaares von Itzenplitz 1792/93. Lukas Verlag, Berlin 2023, ISBN 978-3-86732-359-8.
- Die Prenzlauer Chronik des Pfarrers Christoph Süring 1105‒1670. Berliner Wissenschafts-Verlag, Berlin 2017, ISBN 978-3-8305-3769-4.
- mit Heide Inhetveen: „Ich ergreife mit vielen Vergnügen die Feder.“ Die landwirtschaftlichen Briefe der Henriette Charlotte von Itzenplitz an Albrecht Daniel Thaer um 1800. Findling Verlag, Kunersdorf/Oder 2013, ISBN 978-3-933603-47-0.
- mit Martina Schattkowsky: Herrschaft. Machtentfaltung über adligen und fürstlichen Grundbesitz in der Frühen Neuzeit (= Potsdamer Studien zur Agrargeschichte. Band 4). Böhlau, Köln-Weimar-Wien 2003, ISBN 978-3-412-05701-5.

### Beiträge in Zeitschriften und Sammelbänden
- Städtisches Kirchenregiment und Konfessionsfragen des 16. und 17. Jahrhunderts im Spiegel der Prenzlauer Chronik des Christoph Süring, in: Klaus Neitmann u. a. (Hrsg.): Vom ein- zum mehrkonfessionellen Landesstaat. Die Religionsfrage in den brandenburgisch-preußischen Territorien vom 16. bis zum 18. Jahrhundert (= Forschungen zur Brandenburgischen und Preußischen Geschichte, N.F. Band 19). Duncker & Humblot, Berlin 2021, S. 81‒110, ISBN 978-3-428-18174-2.
- Rulers and Ruled in Flood Protection, in: Masayuki Tanimoto, Roy Bin Wong (Hrsg.): Public Goods Provision in the Early Modern Economy (= Sektion: XVII WEHC in Kyoto). University of California Press, Oakland/California 2019, S. 172‒201, ISBN 978-0-520-30365-2.
- Jan Kostrzyński – od ostrożnego protektora reformacji po ortodoksynego władcę sumień / Johann von Küstrin – vom behutsamen Förderer der Reformation zum strengen Gebieter über den Glauben, in: In silentio et spe fortitudo mea. Johann von Küstrin – Jan z Kostrzyna, wydane przez Polsko-niemeckie seminarium historyczne, hrsg. vom Polnisch-deutschen historischen Seminar. Muzeum Twierdzy Kostrzyn, Kostrzyn nad Odrą 2014, S. 79‒100, ISBN 978-83-936560-8-0.
- Verteidigung und Festigung der Position des Johanniterordens in der Neumark im 16. und 17. Jahrhundert, in: Christian Gahlbeck, Heinz-Dieter Heimann, Dirk Schumann (Hrsg.): Regionalität und Transfergeschichte – Ritterordens-Kommenden der Templer und Johanniter im nordöstlichen Deutschland und Polen [Tagungsband Universität Potsdam/Mittelalter und Landesgeschichtliche Vereinigung für die Mark Brandenburg e. V.] (= Studien zur brandenburgischen und vergleichenden Landesgeschichte. Band 9). Lukas Verlag, Berlin 2014, S. 467–496, ISBN 978-3-86732-140-2.
- Die Auswirkungen der Landreformen in Pommern unter Mitwirkung Albrecht Daniel Thaers und sein Einfluss auf die Arbeit Philipp Carl Sprengels, in: Claus Dalchow (Hrsg.): Julius Kühn und andere Pioniere der Agrarforschung in Halle (Saale) (= Thaer Heute. Band 9). Fördergesellschaft Albrecht Daniel Thaer e. V., Möglin 2013, S. 45–66, ISBN 978-3-9812614-3-1.
- Bäuerinnen, Kossätinnen, Büdnerinnen, Mägde – ihre Arbeit für die herrschaftliche Ökonomie und ihr Anteil am sozialen Leben in Gutsdörfern in der östlichen Kurmark Brandenburg im 18. Jahrhundert, in: Jochen Ebert, Cindy Baierl, Ilke Marschall (Hrsg.): Landwirtschaftliche Großbetriebe und Landschaft im Wandel. Die hessische Domäne Frankenhausen im regionalen Vergleich (16. bis 20. Jahrhundert). Verlag für Regionalgeschichte, Bielefeld 2005, S. 120–137, ISBN 978-3-89534-581-4.
- Plany innowacji rolnicznych w nowomarchijskich dobrach zakonu joannitów w drugiej połowie XVIII wieku, in: Ziemia Lubuska. Studia nad tożsamością regionu [dt.: Pläne landwirtschaftlicher Erneuerung auf den neumärkischen Gütern des Johanniterordens in der zweiten Hälfte des 18. Jahrhunderts, in: Land Lebus. Studien über die Identität einer Region]. Muzeum Ziemi Lubuskiej, Zielona Góra 2004, S. 153–163, ISBN 978-83-88426-26-1.
- From fishing to farming village – Quappendorf on Oder in the 18th century, in: Kerstin Sundberg, Tomas Germundsson, Kjell Hansen (Hrsg.): Modernisation and Tradition. European Local and Manorial Societies 1500–1900. Nordic Academic Press, Lund 2004, S. 222–242, ISBN 978-91-89116-40-5.
- Ländliche Bevölkerung in Brandenburg zwischen Anpassung und Offensive – Wege der sozialen und wirtschaftlichen Behauptung von Dörfern im zentralen Oderbruch zwischen 1720 und 1850, in: Zeitschrift für Agrargeschichte und Agrarsoziologie, Jg. 52 (2004), Heft 1: Agrarentwicklung im 18. und 19. Jahrhundert, S. 84–101, ISSN 0044-2194.
- „… antaget som undersåt …“ Bøndernes tvetydige holdning til undersåtsforholdet på brandenburgske godser [dt.: „… zum Untertanen angenommen …“. Zwiespältigkeiten in der Haltung brandenburgischer Bauern zur Gutsuntertänigkeit], in: BOL OG BY. Landbohistorisk Tidsskrift 1996, 2, S. 62–79, ISBN 87-7526-170-7.
- Vermittelte, selbsttätige und maternale Herrschaft. Formen gutsherrlicher Durchsetzung, Behauptung und Gestaltung in Quilitz-Friedland (Lebus/Oberbarnim) im 18. Jahrhundert, in: Jan Peters (Hrsg.): Konflikte und Kontrolle in Gutsherrschaftsgesellschaften. Über Resistenz- und Herrschaftsverhalten in ländlichen Sozialgebilden der Frühen Neuzeit (= Veröffentlichungen des Max-Planck-Instituts für Geschichte. Band 120). Vandenhoeck & Ruprecht, Göttingen 1995, S. 54–117, ISBN 978-3-525-35434-6.

### Beiträge im Internet
- Die brandenburgische Bauernstelle in der frühen Neuzeit – Wirtschaftseinheit, Haushalt und Familie, publiziert am 19. Dezember 2017, in: Bibliothek/Texte/Aufsätze (4. Oktober 2021).
- Impulse aus Holland und England. Preußische Junker im 18. Jahrhundert zwischen Innovation und Reform, in: Friedrich300 Colloquien – Friedrich der Große. Politik und Kulturtransfer im europäischen Kontext, hrsg. von der Stiftung Schlösser und Gärten, 2012 (4. Oktober 2021).
- Die brandenburgische Ortsgeschichte in Personen, Familien und ländlichen Schauplätzen, in: Leitfaden für Ortschronisten in Brandenburg, hrsg. von der Brandenburgischen Historischen Kommission e. V. Potsdam 2011 (4. Oktober 2021).